# Sean Lawlor
Sean Lawlor (* 25. Januar 1954 in Dublin, Irland; † 10. Oktober 2009 ebenda) war ein irischer Film- und Theaterschauspieler sowie Dramatiker.

## Leben
Seine Ausbildung absolvierte er am Dubliner Abbey Theatre. Lawlor spielte von 1980 bis 1982 in der Fernsehserie Bracken die Rolle des Peter Thompson. Es folgten Rollen in verschiedenen irischen Film- und Fernsehproduktionen. Am Theater spielte er in Stücken wie The Kings of the Kilburn High Road und schrieb auch eigene Stücke wie das 1988 uraufgeführte Einpersonenstück The Watchman.
Internationale Bekanntheit erlangte Lawlor in der Rolle des Malcom Wallace in Mel Gibsons Historienfilm Braveheart.
Er verstarb im Oktober 2009 an den Folgen einer kurzen schweren Krebserkrankung im Alter von 55 Jahren. Nach seinem Tod wurde der spendenfinanzierte Sean Lawlor Artists Trust eingerichtet, der irischen Künstlern im Falle einer Erkrankung finanzielle und sonstige Unterstützung bietet.

## Filmografie (Auswahl)
- 1980–1982: Bracken (Fernsehserie, sieben Folgen)
- 1981: Die Rosen von Dublin (Les roses de Dublin, Miniserie)
- 1983: By the Sword Divided (Fernsehserie, zwei Folgen)
- 1984: Der Aufpasser (Minder, Fernsehserie, 1 Folge)
- 1985: Jim Bergerac ermittelt (Bergerac, Fernsehserie, 1 Folge)
- 1987: Remington Steele (Fernsehserie, 1 Folge)
- 1988: Ein Mann wie Taffin (Taffin)
- 1988: Reefer und das Mädchen (Reefer and the Model)
- 1989: Joyriders
- 1990: Abschied und Hoffnung (The Love She Sought, Fernsehfilm)
- 1992: The Last Word
- 1992: Das weiße Zauberpferd (Into the West)
- 1993: Im Namen des Vaters (In the Name of the Father)
- 1995: Braveheart
- 1996: 35 Aside
- 1996: Space Truckers
- 1996: Mütter & Söhne (Some Mother’s Son)
- 1996: Trojan Eddie
- 1996: Auf der Suche nach Finbar (The Disappearance of Finbar)
- 1997: Die Kriegsmacher (The Second Civil War, Fernsehfilm)
- 1997: Titanic
- 1998: Winchell – Reporter aus Leidenschaft (Winchell, Fernsehfilm)
- 2001: Zulu 9
- 2003: Flush
- 2003: Murder, She Wrote: The Celtic Riddle (Fernsehfilm)
- 2003: Red Roses and Petrol
- 2006: Club Soda
- 2007: On Broadway
- 2007: Scarecrow Joe
- 2007: 30.000 Meilen unter dem Meer (30,000 Leagues Under the Sea)
- 2007: The Blue Rose
- 2008: Live Fast, Die Young
- 2008: Propose to Me
- 2009: Mega Shark vs. Giant Octopus
- 2009: The Black Waters of Echo’s Pond